# Vắc xin quai bị
Vắc xin quai bị  phòng ngừa an toàn bệnh quai bị. Khi được tiêm chủng cho đa số thì vắc xin làm giảm biến chứng ở cấp độ quần thể. Khi tỷ lệ tiêm chủng trong vùng đạt 90% thì hiệu quả ước tính đạt 85%. Để phòng ngừa lâu dài đòi hỏi phải tiêm chủng hai liều. Liều đầu được khuyến cáo cho trẻ từ 12 đến 18 tháng tuổi. Liều thứ hai thường được tiêm vào lúc hai đến sáu tuổi. Việc tiêm chủng sau khi bị phơi nhiễm ở những người chưa miễn dịch có thể giúp ích.

## Độ an toàn
Vắc xin phòng quai bị rất an toàn và tác dụng phụ thường nhẹ. Vắc xin có thể gây hơi đau và sưng tại nơi tiêm và sốt nhẹ. Tác dụng phụ nặng hơn hiếm khi xảy ra. Không có đủ chứng cứ về mối liên hệ giữa vắc xin với các biến chứng chẳng hạn như gây ảnh hưởng thần kinh. Vắc xin  quai bị không nên tiêm cho người mang thai hay suy giảm miễn dịch. Tuy nhiên, tác động xấu đối với con của những bà mẹ tiêm chủng trong thời kỳ mang thai vẫn chưa ghi nhận. Mặc dù vắc xin được phát triển trong tế bào gà nhưng vẫn có thể tiêm cho những người bị dị ứng trứng.
Thường hiếm gặp. Một số trường hợp viêm tinh hoàn và viêm tuyến mang tai được ghi nhận sau chủng ngừa. Phản ứng dị ứng hiếm gặp (những người dị ứng với albumin trứng gà).
Những đối tượng không nên tiêm hoặc hoãn tiêm vaccine:

Vì vaccine ngừa quai bị chứa virus sống nên không khuyến cáo cho các trường hợp sau đây:
- Suy giảm miễn dịch nặng như bệnh nhân AIDS tiến triển.
- Bệnh ác tính toàn thân: Leucémie, lymphoma...
- Bệnh nhân đang điều trị corticoid toàn thân liều cao, thuốc chống chuyển hóa, độc tế bào, xạ trị chống ung thư.
- Phụ nữ mang thai và nghi ngờ mang thai không được tiêm vaccine quai bị.
- Những phụ nữ được tiêm vaccine quai bị cần áp dụng biện pháp ngừa thai trong thời gian ít nhất là 28 ngày sau khi tiêm.

## Sử dụng
Hầu hết thế giới phát triển và nhiều nước tại thế giới đang phát triển đưa vắc xin phòng quai bị vào chương trình tiêm chủng thường kết hợp với vắc xin rubella vàsởi được gọi là MMR. Một chế phẩm với ba vắc xin trên và vắc xin thủy đậu gọi là MMRV cũng có mặt trên thị trường. Tính đến 2005, có 110 quốc gia cung cấp vắc xin phòng quai bị theo cách này. Ở những vùng có tiến hành tiêm chủng mở rộng thì tỉ lệ bệnh giảm đến 90%. Gần nửa tỷ liều của một dạng vắc xin này đã được sử dụng.

## Lịch sử, xã hội và văn hóa
Một loại vắc xin phòng quai bị được cấp phép lần đầu vào 1948; tuy nhiên, nó chỉ có hiệu quả ngắn hạn. Vắc xin cải tiến có mặt trên thị trường vào những năm 1960. Trong khi vắc xin ban đầu bất hoạt,vắc xin sau đó là vi rút sống đã được làm suy yếu. Vắc xin phòng quai bị nằm trong Danh Mục Thuốc Thiết Yếu của Tổ chức Y tế Thế giới, thuốc cần có trong  hệ thống y tế cơ sở. Tính đến 2007, có một số loại khác nhau được sử dụng.